# Heliotropium megalanthum
Heliotropium megalanthum är en strävbladig växtart som beskrevs av Ivan Murray Johnston. Heliotropium megalanthum ingår i Heliotropsläktet som ingår i familjen strävbladiga växter. Inga underarter finns listade i Catalogue of Life.